# Kazuha Oda
Kazuha Oda es una cantante y compositora de formación clásica nacida en Japón. Comenzó como cantante solista y ha trabajado con una gran variedad de artistas, incluido el ganador del Grammy Bob James. Trabajó en numerosos proyectos, incluyendo seis álbumes, cinco sencillos y contribuyendo a más de 10 álbumes recopilatorios que van desde música clásica hasta heavy metal. Gran parte de su trabajo ha aparecido en el top 100 de iTunes en todo el mundo.
A principios de 2009, Kazuha formó una banda de rock llamada Kazha, y ha estado de gira a nivel nacional con la banda desde entonces. Han aparecido en numerosos festivales y convenciones, incluyendo Colorado Dragon Boat Festival y Phoenix Comicon. Su música a menudo aparece en el Top Chart en la categoría de Hard Rock y Heavy Metal.

## Discografía

### Kazha
- Evolution (2013)
- I Still Remember (2010)
- Overture (2010)
- Breathe Through Your Dreams (2009)